# Sasu Salin
Sasu Salin, finski košarkar, * 11. junij 1991, Helsinki, Finska.
Sasu Antreas Salin (rojen 11. junija, 1991) je Finski profesionalni igralec košarke, ki trenutno igra za Herbalife Gran Canaria v Španski Ligi ACB.  Visok je 1.91 m in igra na poziciji branilca (PG in SG). Je tudi eden izmed ključnjih reprezentantov Finske košarkaške reprezentance.
Do februarja 2015 je igral položaju branilca za ljubljansko Union Olimpijo.  Košarko je začel igrati na rodnem Finskem pri ekipi Espoon Honka. Že pri 16.letih je debitiral v prvi finski ligi. V času igranja na Finskem je dvakrat osvojil Finski pokal(2009,2010), enkrat Finsko državno prvenstvo(2010) ter tudi naslov Finskega prvaka do 20 let. Avgusta 2010 pa je podpisal triletno pogodbo z Union Olimpijo. 20. junija 2013, je pogodbo z KK Olimpija podaljšal. 
Bil je član vseh mlajših selekcij Finske košarkarske reprezentance, za člansko reprezentanco pa je debitiral leta 2010 v Kvalifikacijah za Evropsko prvenstvo v Litvi. Na Evropskem prvenstvu 2011 v Litvi je odigral pomembno vlogo s klopi pri uvrstitvi Finske v drugi krog tekmovanja. V povprečju je dosegel 6,6 točke in 3,3 skoka na tekmo. 
1. ↑  Česko-Slovenská filmová databáze — 2001.